# 39734 Marchiori
39734 Marchiori è un asteroide della fascia principale. Scoperto nel 1996, presenta un'orbita caratterizzata da un semiasse maggiore pari a 2,3719592 au e da un'eccentricità di 0,2301483, inclinata di 2,55676° rispetto all'eclittica.
L'asteroide è dedicato all'italiano Gianpietro Marchiori, fondatore dell'EIE Group che ha realizzato il VLT, l'LBT e altri telescopi.